# Роздольний (Смоленський район)
Роздо́льний (рос. Раздольный) — селище у складі Смоленського району Алтайського краю, Росія. Входить до складу Кіровської сільської ради.

## Населення
Населення — 134 особи (2010; 139 у 2002).
Національний склад (станом на 2002 рік):
- росіяни — 88 %